# Сицянко Йосип Семенович
Йосип Семенович Сицянко (1824—1886), лікар та громадський діяч, приват-доцент Харківського університету, засновник та керівник Лікувального фізико-механічного інституту в Харкові.

## Життєпис
Народився у Вітебській губернії в дворянській сім'ї. Закінчив гімназію та вступив на медичний факультет Московського університету, який закінчив в 1851 р. зі ступенем лікаря cum eximia laude.
У лютому 1856 р. за дисертацію «De fibris intermittentis curatione» Московським університетом удостоєний звання доктора медицини.
До 1860 р. служив лікарем у маєтку графа Шувалова у Моршанскому повіті Тамбовської губернії, в 1860—1863 — рр.  спочатку молодшим, потім старшим лікарем у Віленській єврейській лікарні.
З 1860 р. — член-кореспондент Варшавського медичного товариства, з 1861 р. — дійсний член Тамбовського статистичного комітету, з 1862 р. — дійсний член Московського товариства лікарів, з 1863 р. — дійсний член Імператорського Віленського медичного товариства.
У 1863 р. після оголошення в Харківському університеті вакантної доцентури, був обраний на посаду доцента. До 1884 р. читав студентам теорію електротерапії та вів практичні заняття зі студентами в електротерапевтичному відділенні неврологічної клініки університету.
У 1864 р. затверджений попечителем навчального округу.
До кінця 1865 р. підготував методичні рекомендації для студентів по електротерапії, описав 150 історій хвороби, провів хворим близько 1,8 тис. сеансів.
У 1866, 1868, 1878 роках стажувався в клініках Австрії, Пруссії, Північної Німеччини, Бельгії, Франції, Італії.
З 1865 р. — член Харківського медичного товариства, в 1866—1879 рр. — член його ревізійної комісії, в 1871 р. обраний скарбником і бібліотекарем ХМТ.
Відкрив приватну лікарню в спорудженій для неї будівлі по вулиці Чернишевській, 7/9, яка в 1884 р. була перетворена в Лікувальний фізико-механічний інститут. В інституті розроблялися і застосовувалися методи електротерапії для лікування хворих неврологічного профілю в тому числі і сифілісу нервової системи, працювала майстерня з виробництва апаратів для електротерапії.
Неодноразово обирався членом Міської Думи, отримав чин статського радника.
Сицянко помер в червні 1886 року в Криму.